# أحمد رضا بنشمسي
أحمد رضا بنشمسي، صحافي وباحث مغربي في جامعة ستانفورد. وُلد في 19 مايو 1974، وَهُو مؤسس وَكَان مدير نَشر سابق للأسبوعيات المغربيَّة؛ تلكيل (بالفرنسية: TelQuel)‏، ونيشان (بالدارجة المغربية). حصل على «جائزة القصة الاستقصائية» التي تمنحها نقابة الصحفيين المغاربة في الدار البيضاء سنة 1996. ونال جائزة"سمير قصير" سنة 2007 لحرية الصحافة الممنوحة من الاتحاد الأوروبي.

## التَّعليم
أكمل أحمد رضا المَرحَلَة الثانويّة من تعايمه في الدار البيضاء، ودرس في جامعة محمد الخامس بالرباط، قَبل أن يلتحق بجامعة باريس 8 الَّتِي حصل مِنهَا على بكالوريوس في الماليَّة سنة 1994، وحصل على دَرَجَة الماجستير في اقتصاديات التَّنمِيَة من جامعة السوربون سنة 1995، وحصل أيضًا على دَرَجَة الماجستير في العلوم السياسيَّة من معهد العلوم السياسيَّة بباريس في 1998.

## العمل
بدأَ عمله عام 1996 كمراسل في الصحيفة الأُسبوعيَّة المغربيَّة لا في إكو. وعمل مستشار اتصالات لفترة وجيزة في مَجلِس الوُزراء، ومن ثم شغل مَنصِب رَئِيس تَحرِير مجلّة «تيلي بلاس» في عام 1999. وَبَعد وفاة الملك الحسن الثاني، عَمَل مراسلا في المغرب لمجلة جون أفريك.
أَسّس مجلّة تيل كيل في أكتوبر 2001، وهي مجلّة إخباريَّة أسبوعية، وأصبح ناشرًا ومحررًا فِيهَا. وَكَان عنوانها «المغرب كما هُو». وعملت المجلّة على تغطية الملكيّة والسِياسَة والأَعمَال والثقافة، ودافعت عَن الديمقراطيَّة والعلمانية والحريات الفردية، وَكَان موقفها مستقلاً وليبرالياً. وكانت المجلّة مُنذ نشأتها ناقدة حازمة للمخزن (النخبة الحاكمة) وناقدة للإسلاميين.
أصبَحَت تيل كيل المجلّة الأُسبوعيَّة الأولى في المغرب بحلول عام 2005،  وَفِي 2006 أَسّس بنشمسي مجلّة نيشان، وهي النسخة العربيَّة من «مجلّة تيل كيل»، والَّتِي أصبَحَت بحلول 2008 المجلّة الأُسبوعيَّة العربيَّة الأولى في المغرب.
في أكتوبر 2010 أغلق بنشمسي مجلّة نيشان،  بَعد أربع سنوات من النزاع مَع السُلطات، حيث أدت المُقاطعة الطويلة للإعلانية فيها إلى إفلاسها. وكانت هذه المُقاطعة من تدبير شركات قريبة من القصر الملكيّ. وَفِي شهر دجنبر من عام 2010، غادر بنشمسي «مجلّة تيل كيل»،  كي ينقذها من تلقي نفس مصير مجلّة نيشان حسبما يرى مراقبون ، وغادر المغرب إلى الوَلاَيات المتَّحدة.
مُنذ يناير 2011 أصبَح باحثًا في العلوم السياسيَّة في جامعة ستانفورد، وكاتباً افتتاحياً في وَسَائِلَ إعلاَم دَولِيَّة مِثل لوموند،  وتايم  والجارديان.

## السجل القانوني
تسبب الخط التحريري لمجلة تيل كيل في وُقُوع بنشمسي في مشاكل مَع السُلطات المغربيَّة، حيثُ حاكمته مرارًا وتكرارًا فيمَا وصفته مراسلون بلا حدود بأنَّه «مضايقات قضائية»،  وَفِي ديسمبر 2006 نشرت المجلّة قصَّة بعنوان «كيف يمزح المغاربة عَن الدين والجِنس والسِياسَة»،  وأثر ذَلِك حظرتها السُلطات بقرار من رَئِيس الوُزراء إدريس جطو،  في حِين تلقى موظفو المجلّة تهديدات بالقتل،  ورسائل دعم من جَمِيع أنحاء العَالَم،  ورفعت الحُكومة دَعوَى ضدَّ رَئِيس التحرير آنذاك وكاتب المقال المثير للجدل بتهمة «الإضرار بِالإسلام» وحكم عليهم بالسجن 3 سنوات مَع وقف التنفيذ.
في أغسطس/آب 2007 أُُعتقل بنشمسي وتمَّ استجوابه لمدَّة يومين بِشَأن إحدى مقالاته الافتتاحيّة،  وأتلفت الشرطة مئة ألف نسخة من مجلتي «تيل كيل» ونيشان،  وواجه بنشمسي أمام القَضَاء تهمة «عَدَم احترام الملك»،  والَّتِي قد تصل عقوبتها في المغرب إلى السجن لخمسة سنوات، وَبَعد عام وَاحِد أُجلت المُحاكمة. وَفِي أغسطس 2009 صادرة الشرطة مئة ألف نسخة من مجلتي تيل كيل ونيشان وأتلفتها،  بَعد أن تضَّمنت استطلاعًا للرأي حول السجل العَام للملك محمد،  أجرته المجلّة بِالاشتراك مَع صحيفة لوموند الفرنسيَّة، وكتب المتحدث بِاِسم الحُكومة مقال رَأي عنيف بعنوان «الملك فوق الاقتراع»،  هاجم فِيه الصحيفتين الأسبوعيتين. في 2010 وقع المسؤول نَفسُه وَهُو أيضًا وزير الإعلاَم على «رسالة مفتوحة إلى أحمد بنشمسي».

## جوائز
حصل بنشمسي على «جائزة القصة الاستقصائيَّة» الَّتِي تمنحها نقابة الصحفيين المغربيين في الدار البيضاء في 1996 وَهُو في الثانيَّة وَالعَشرَين من عمره، وَفِي 2007 نال «جائزة سمير قصير لحرية الصحافة» الممنوحة من الاتِحاد الأوروبيّ.
تحت إشراف بنشمسي حصل العديد من صحفيي مجلتي «تيل كيل» و«نيشان» على جوائز دَولِيَّة، مِنهَا جائزة مراسلون بلا حدود،  و«جائزة الصحافة الآن».

## وصلات خارجية
- Reporters sans frontieres
- ahmedbenchemsi.com – Personal blog